# Фрей, Анри-Николя
Анри-Николя Фрей (фр. Henri-Nicolas Frey; 9 января 1844, Боконьяно, Королевство Франция — 6 января 1932, Ментона, Третья Французская республика) — французский военный деятель, дивизионный генерал колониальных войск. Командовал французскими войсками во время Битвы за Пекин в ходе Боксёрского восстания. 

## Биография
Родился 9 января 1844 в Боконьяно на Корсике. Его отец, Анри Фрей (1808-1887), был офицером жандармерии и кавалером ордена Почетного легиона.
Фрей учился в Тьерском лицее, затем в Национальном военном училище, а 18 октября 1866 года поступил в Сен-Сир. В 1868 году был произведен во вторые лейтенанты, в 1870 году — в лейтенанты, в 1874 году — в капитаны, а в 1880 году стал командиром эскадрона. В 1884 году он был подполковником в Тонкине, а в 1887 году — полковником в колониальном полку в Бресте, затем в Сенегале. В 1885-1886 годах он возглавил миссию в кампании во французском Судане.
В 1896 году он был повышен до бригадного генерала и принял командование 3-й колониальной бригадой. В качестве генерального инспектора он выполнял миссии в Новой Каледонии, на Реюньоне и на Мадагаскаре. В 1900 году он участвовал в битве за Пекин во главе французского корпуса, который состоял в основном из вьетнамских новобранцев. После прибытия генерала Вуарона в сентябре 1900 года он принял командование над Первой бригадой экспедиционных сил. Указом от 12 июля 1906 года он был награжден орденом Почетного легиона.